# XM250
XM250은 시그 사우어가 미군의 M249 경기관총을 대체시키기 위한 NGSW 프로그램을 위해 만든 6.8×51mm를 사용하는 가스 작동식 탄띠 급탄 경기관총이다. XM250은 보강된 M-LOK 핸드가드가 특징이다.

## 역사
2019년 1월, 미군은 M4 카빈과 M249 경기관총를 대체할 총기를 찾기 위해 NGSW를 시작한다. 2019년 9월, 시그 사우어는 자신들의 디자인을 보낸다. XM250과 XM5는 방탄조끼의 강화에 따라 5.56×45mm NATO탄과 7.62×51mm NATO탄 같은 전장에서 흔한 탄들의 효과성이 저하의 우려를 반영해 6.8×51mm 시그 퓨리 탄을 사용한다.
2022년 4월 19일, 미군은 XM250와 XM5를 M249와 M4 카빈의 대체용 총기로써 10년 생산 계약을 시그 사우어와 맺었다. 이 총기들의 이름은, 이들이 대체할 총기들의 다음 숫자로 정해졌다. 25정의 XM5와 15정의 XM250의 첫 번째 배치는 2023년 말일 예정이다. 미군은 10만 7천개의 XM5와 13000개의 XM250을 CQC를 위해 구할 예정이다. 이 계약에는 미 해병대와 미 특수작전사령부가 포함하기로 선택할 경우 추가 무기를 제작할 수 있는 능력이 있다.
XM250의 무게는 5.9kg, 소음기가 장착되면 6.6kg이며, 기본 전투하중은 12.3kg의 100라운드 파우치 4개에 400발이다. M249는 소음기가 장착되어 있지 않을 때 8.7kg이고 기본 전투대비적재가 200발들이 파우치 3개인 600발이 9.4kg인 것과 비교하면 XM250은 1.8kg 정도 가볍고, 병사는 200발, 약 0.45kg 정도 무거운 짐을 실을 수 있다. XM250의 배럴은 퀵 체인지 배럴로 간주되지 않으며 개머리판은 길이를 조절할 수 있지만 접을 순 없다.
XM250, XM5, 볼텍스 옵틱스 XM157 화력제어 옵틱 플랫폼 애그노스틱 유닛, 그리고 6.8×51mm 탄약은 2023년 10월까지 미 육군 1부대에 납품돼 운용 테스트를 받을 예정이다. 운영 테스트가 실제로 광범위하게 확산되는 미래의 문제를 보장하지는 않는다.

## 같이 보기
- 시그 사우어 M17